# 荥阳市
荥阳市是中华人民共和国河南省郑州市下辖的一个县级市。荥阳出自战国韩“荥阳邑”，秦始置“荥阳县”，1994年4月撤县建市。全市辖域总面积943平方公里，总人口約73.01万人，其中城镇人口42.40万。市人民政府駐索河西路32号。
荥阳为中国较具实力的县市之一，2020年全市国民生产总值为546.03亿元，人均生产总值为75,638元。

## 历史沿革
荥阳古称「两京襟带，三秦咽喉」，荥阳之名取自《尚书·禹贡》中的“荥陂既潴”，意思是济水自温县流入黄河南溢为荥，在邙岭东南麓聚为泽，古称荥泽。战国时韩国在荥水的北岸建城，称为荥阳。
荥阳在西周至春秋时期为东虢国。战国时期，韩国在此置荥阳邑，秦置荥阳县，属三川郡。西汉在县城东北置荥阳县，属河南郡。东汉至曹魏时期属河南尹。西晋泰始二年（266年）置荥阳郡，以荥阳县为郡治。东晋十六国时期，荥阳县先后为后赵、前燕、前秦、后秦等政权据有，均置荥阳郡。南北朝时，北魏太和十七年（493年），荥阳郡、县治所由原荥阳城（今古荥镇荥阳故城）迁至大栅城，即现荥阳老城。东魏天平元年（534年）改荥阳郡为成皋郡，荥阳县改称西成皋县，为北豫州与成皋郡治。北周宣政元年（578年）改北豫州为荥州。隋初郡废，改荥州为郑州，荥阳县属之。大业三年（607年）改属荥阳郡。唐初因隋制，天授二年（691年），析荥阳县置武泰县，属洛州，旋又并入荥阳，改荥阳曰武泰，万岁通天元年（696年）复称荥阳，次年又更名武泰，至神龙元年（705年）又恢复荥阳，次年划归郑州。北宋熙宁五年（1072年）撤荥阳县，降为镇，并入管城县。元祐元年（1086年）又恢复荥阳县建置，属京西北路郑州管辖。金朝时属南京路郑州。元朝时属汴梁路郑州。明朝属开封府郑州，1640年，流民领导李自成、张献忠等十余路流民领导在荥阳定出分兵定所向的亡明战略大会。清初承袭明制，雍正二年（1724年）升郑州为直隶州，荥阳县属其管辖，雍正十年（1732年）复归开封府，光绪二十年（1894年）再划归郑州。
1914年，荥阳县划归开封道管辖。1932年划归河南省第一行政督察区。1949年5月，荥阳县划归郑州专区管辖，1955年1月改属开封专区。1958年12月，荥阳县划归郑州市领导，至1961年12月又改属开封专区。1971年又划归郑州市至今。1994年，荥阳县撤销，设立县级荥阳市，仍属郑州市管辖。
荥阳境内在历史上曾先后建有京、广武、成皋、河阴和汜水等县：
- 京县：在今荥阳市东南，春秋时期为郑国之邑，秦置京县，北齐时并入荥阳县。
- 广武县：隋开皇四年（584年）置，仁寿元年（601年）改称荥泽县。
- 成皋县：在今荥阳市西北，唐武德四年（621年）析汜水县置成皋县，贞观初年废除。
- 河阴县：在今荥阳市东北，唐开元二十年（732年）置河阴县，属河南府。元、明属郑州，清乾隆三十年（1765年）并入荥泽县。1912年又恢复河阴县建制。
- 汜水县：在今荥阳市西，西汉时置成皋县，隋开皇十八年（598年）改县名为汜水。

1931年，荥泽县与河阴县合并为广武县；1948年，汜水县与广武县合并为成皋县；1954年成皋县并入荥阳县，至此，四县合并为一县。

## 人口
根据第七次人口普查数据，截至2020年11月1日零时，荥阳市常住人口为730135人。

## 地理
荥阳市位于东经113°7′至113°30′、北纬34°06′至34°59′之间，北面隔着黄河与焦作市的温县、武陟县相连，西边为巩义市与上街区，南邻新密市，东连惠济区、中原区和二七区。

### 地貌
荥阳市地处豫西黄土丘陵向豫东平原的过渡地带，地势西南高、东北低，属半平原半丘陵区，平均海拔461米。山势分三列自西向东而下，把荥阳分为山区、丘陵、平原和黄河滩区。境内河流分属黄河和淮河两大水系，黄河在境内流长约45千米，属于黄河水系的河流有汜水河、枯河，属淮河水系的有索河、寺河。

## 行政区划
荥阳市下辖2个街道办事处、9个镇、2个乡、1个民族乡：
索河街道、京城街道、乔楼镇、豫龙镇、广武镇、王村镇、汜水镇、高山镇、刘河镇、崔庙镇、贾峪镇、城关乡、高村乡和金寨回族乡。

## 经济
2020年，荥阳市完成生产总值546.03亿元，其中第一产业28.54亿元，第二产业267.58亿元，第三产业249.91亿元。

### 农业
荥阳市是中國粮食生产基地。主要农作物有小麦、红薯、玉米、棉花、花生等。2019年，荥阳市粮食播种面积75万亩，其中夏粮播种面积40万亩，秋粮播种面积34.5万亩；全年粮食总产量28万吨，其中夏粮总产15.4万吨，秋粮总产13.1万吨。
蔬菜、果树种植面积分别达到12.1万亩、5.84万亩，产量分别达到33.5万吨、8.38万吨。水产养殖面积2.2万亩，产量达到1.8万吨。
荥阳的特色农产品有：
- 河阴石榴：中国地理标志产品，河阴石榴栽植源于汉代，距今已有2100多年的历史。荥阳市河阴石榴种植面积达6万余亩，年产量近4.5万吨，注册有“河阴”和“安石榴”2个商标，并己开发出石榴酒、石榴茶、石榴盆景等系列产品，年产值近5亿元，是荥阳市除小麦、玉米以外种植面积最大、产值最高的农作物。
- 广武大葱：中国地理标志产品，保护范围为河南省荥阳市广武镇、高村乡、王村镇、城关乡等4个乡镇现辖行政区域。荥阳市大葱生产基地在2万亩左右，年产量约3万吨。
- 荥阳柿子：柿子在荥阳的种植历史也可以追溯至2000多年前，1993年，荥阳柿子与河阴石榴一并被评为郑州十大历史名产，2012年被农业部认定为中国地理标志保护产品。荥阳市境内农柿间作面积12万亩，加上零星栽植总株数100万株，常年产量3000万公斤。
- 黄河鲤鱼：历史上曾作为贡品上贡朝廷，肉质细嫩，2012年被农业部登记中国地理标志保护产品。

### 工业

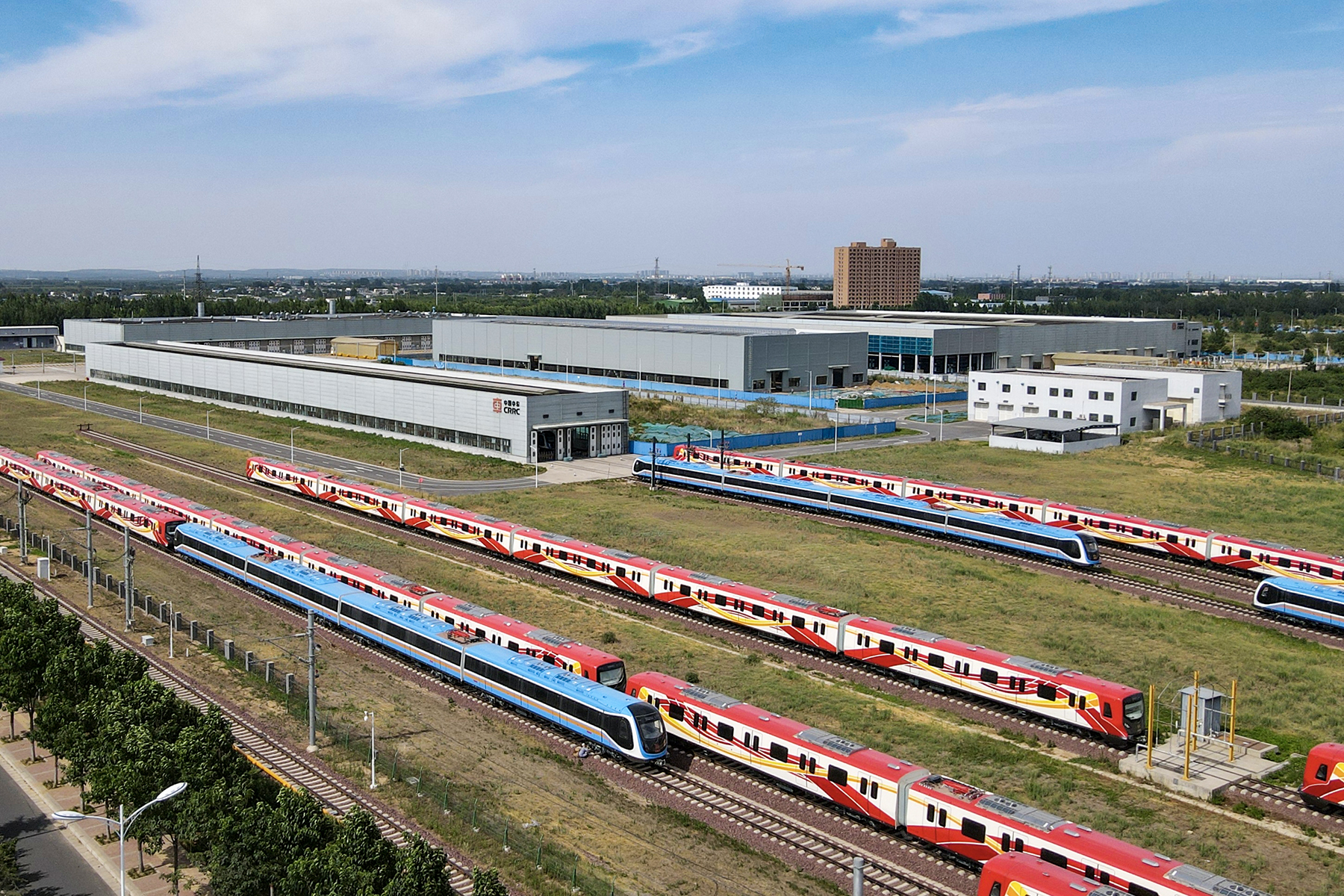
位于荥阳的郑州中车四方轨道车辆有限公司

荥阳市工业门类齐全，在39个工业行业大类中占据30个。主导产业为装备制造和新材料，其他战略性产业有生物医药、现代食品和服装产业。2019年，荥阳市规模以上工业企业318家，完成工业税收18.18亿元，占全市税收总额的30.8%，规模以上高新技术产业增加值占工业的比重为34.8%。荥阳市位居2019年度全国综合实力百强县市第56位、投资潜力百强县市第27位、科技创新百强县市第68位、工业百强县市第42位、绿色发展百强县市第83位、全省105个县（市）经济发展质量总体评价第2位。

## 交通

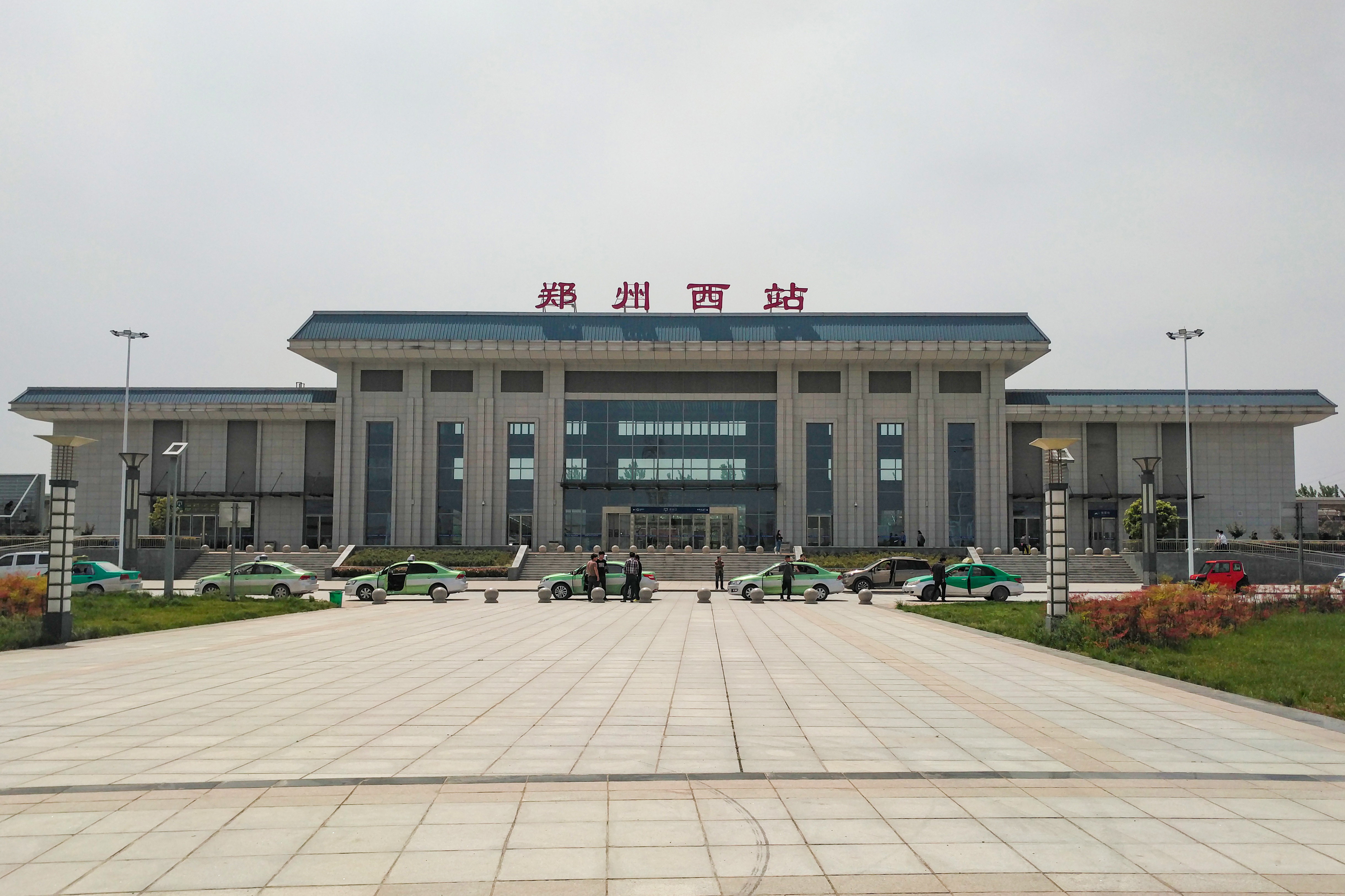
郑州西站

陇海铁路与 徐兰高速铁路从荥阳境内横贯而过。郑州西站目前为荥阳境内唯一的一座客运铁路车站，为高速铁路车站。陇海铁路在荥阳境内设有关帝庙站、荥阳站、上街站、汜水站和穆沟站五座车站，目前均不办理客运。
荥阳境内有 连霍高速、 郑州绕城高速与 郑云高速三条高速公路途经。此外还有 234国道、 310国道、 104省道、 312省道、 314省道、 315省道等国道及省道干线过境。

## 文化旅游

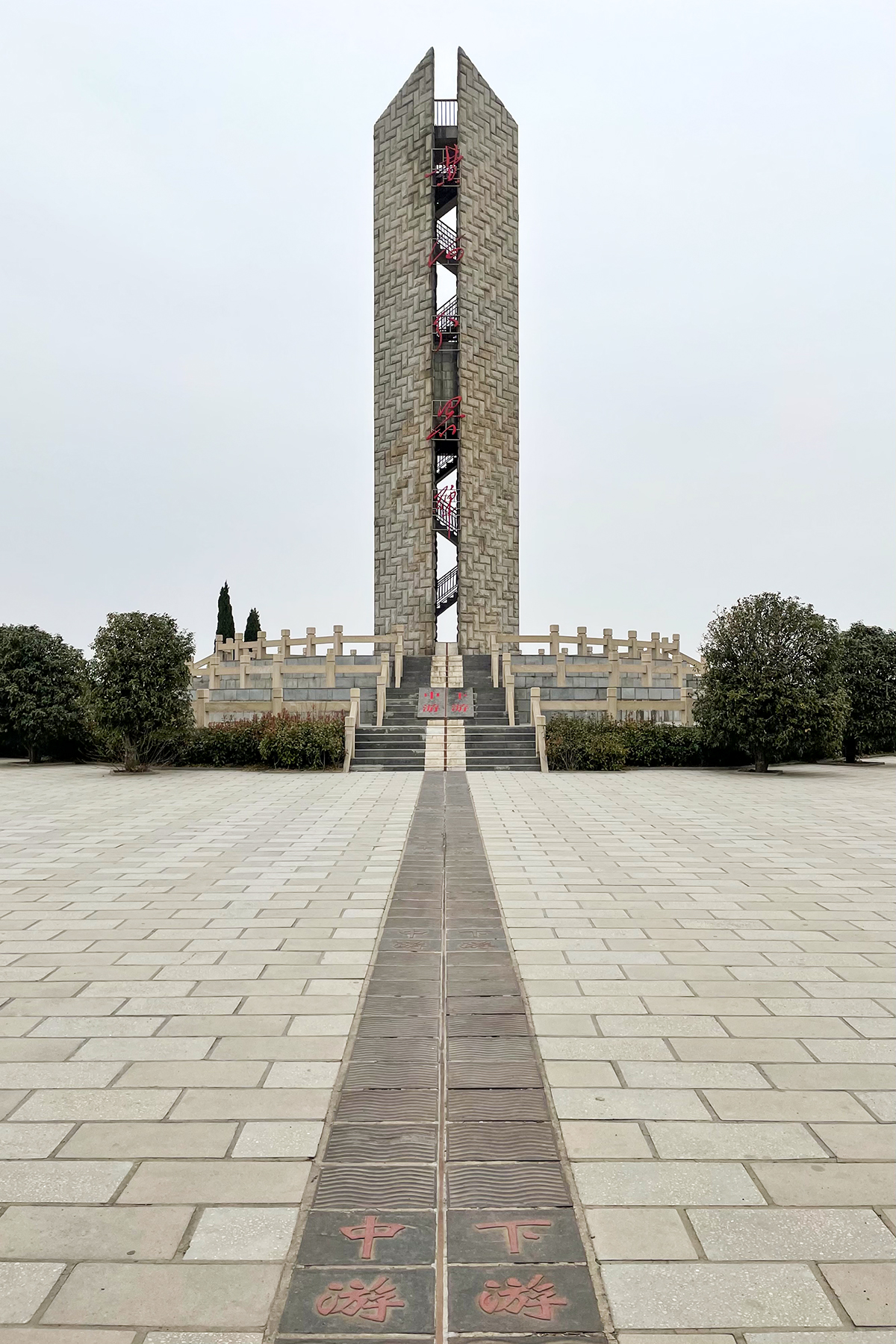
桃花峪黄河中下游分界线纪念碑

荥阳有各种文物古迹181处，包括全国重点文物保护单位12处，列入省市县文物保护的61处。
- 青台“仰韶文化”遗址：人类文化发源地。
- 太溪池
- 环翠峪风景区：在庙子境内，河南省级风景名胜区。
- 桃花峪景区：广武镇东北部，这里是黄河中下游的分界点。
- 郑武公墓
- 唐昭成寺
- 黄河古渡口
- 三皇巨像
- 楚汉相争的汉霸二王城：传说中国象棋盘上的“楚河、汉界”即是这里。
- 虎牢关：在汜水镇，因“三英战吕布”而闻名。
- 飞龙顶：誉为“中原奇观”。
- 洞林寺：佛教在中原的著名三大寺院之一。